# Таміка червоноголова
Та́міка червоноголова (Cisticola ruficeps) — вид горобцеподібних птахів родини тамікових (Cisticolidae). Мешкає на сході Сахелю.

## Підвиди
Виділяють три підвиди:
- C. r. ruficeps (Cretzschmar, 1830) — від Чаду до західного Судану;
- C. r. scotopterus (Sundevall, 1850) — від центрального Судану до Еритреї;
- C. r. mongalla Lynes, 1930 — Південний Судан і північна Уганда.

## Поширення і екологія
Червоноголові таміки поширені в Камеруні, Нігерії, Чаді, ЦАР, Судані, Південному Судані, Ефіопії, Еритреї, Уганді і Кенії. Вони живуть в сухих саванах і на болотах.